# Portret
Portret je umjetnički prikaz ljudske glave. Tijekom povijesti ljudski portret je bio ne samo jedan od prvih nego najvećim dijelom i jedan od najvažnijih likovnih motiva u umjetnosti.
Portretist je likovni umjetnik koji preko izvornog tjelesnog oblika lica donosi i izvorni psihološki lik pojedinca. Portretist je poseban, psihološki nadaren crtač, slikar ili kipar koji likovnim sredstvima: crtom, bojom i volumenom umije pronaći u licu čovjeka (njegovoj fizionomiji) vizualnu izvornost kojom se jedna osoba razlikuje od druge - karakterizacija.
Po pristupu modelu razlikujemo tri vrste portreta: idealistički, naturalistički i realistički. Po odnosu slikara prema modelu, portret može biti intiman ili reprezentativan. 
Autoportret je umjetnikov prikaz samoga sebe. Autoportreti su nastali u ranom srednjem vijeku, ali kako tada likovi još nisu sadržavali individualna obilježja, nego su bili prepoznatljivi isključivo po vanjskim oznakama (npr. alatima) ili popratnim natpisima, za prve prave autoportrete se smatraju oni u renesansnom slikarstvu 15. stoljeća.
Skupni portret je portret međusobno povezane skupine osoba, primjerice pripadnika obitelji, ceha ili dobrotvorne ustanove, te donatore (tzv. votivna slika). U 16. i 17. stoljeću u Nizozemskoj, skupni je portret bio vrlo popularan i tada su se javile slike koje prikazuju vladare (tzv. regentska slika), upravitelje karitativnih udruga, sat anatomije ili streljačke družine (tzv. streljačka slika, kao što je npr. Noćna straža).

## Razvoj portreta
Jerihonske lubanje iz oko 7000. pr. Kr. su ljudske lubanje precizno modelirane obojenim gipsom, s finim prijelazima između ravnih površina i izbočina, te s morskim školjkama umjesto očiju. Te misteriozne neolitičke glave jasno najavljuju umjetnost Mezopotamije i prvi su glasnici portretiranja kao zasebne pojave, neprestano prisutne do propasti Rimskog Carstva.
Staroegipatska portretna poprsja su uvijek prikazivala pripadnike srednjeg i višeg staleža. Najstariji portret ove vrste, poprsje vezira Ankh Hafa iz Gize (2520. pr. Kr.), ujedno je i najbolji. Izrađen je od vapnenca i djelomično oblikovan u gipsu. Prikazi faraona i njegove obitelji su gotovo uvijek bili idealizirani i jedino razdoblje realističnih portreta vladara je bilo za Aknatona, tzv. Amarna umjetnost. 
Individualizirani portreti su u klasičnoj starogrčkoj umjetnosti bili nezamislivi jer je ona težila bezvremenskom savršenostvu. Portretiranje se u Grčkoj javilo tek u 4. stoljeću pr. Kr. i doživjelo je procvat u helenističkom razdoblju kao važna grana grčkog kiparstva za prikazivanje psiholoških karakteristika portretiranih osoba. 
Otac kao glava obitelji (Pater Familias) je u Starom Rimu imao toliku važnost da se nakon njegove smrti izrađivala voštana maska pokojnika koja se čuvala na posebnom mjestu ili u svetištu. Iz toga su u starorimskoj umjetnosti nastali patrijarhalni portreti u kojima su potomci isticali svoju karakternu sličnost sa svojim slavnim i mudrim precima. Ipak najviše je portreta rimskih careva koji variraju od idealiziranih božanstava (August), karakternih skromnih prikaza (Vespazijan) do kršćanske idealizacije (Konstantin Veliki).
Od kasnoantičkog razdoblja rimske umjetnosti, preko cijelog srednjovjekovlja, pa sve do rane renesanse, portret je bio zanemarivan kao izraz samoljublja koji je u suprotnosti s kršćanskim načelima. U ranoj renesansi pojavljuje se tip portreta slikanog u najstrožem profilu. To odgovara plošnosti svojstvenoj za to razdoblje, ali omogućuje i detaljan opis lica ako nam je stalo do što vjerodostojnijeg prikaza portretirane osobe. Da je ljudima renesanse više stalo do istine nego do ljepote uvjerljivo pokazuje portret Federigoa Montefeltra, vojvode od Urbina, koji je simetričan s portretom njegove supruge, Battiste Sforze.
U visokoj renesansi slikar u portretima ne opisuje samo lice, nego pokušava prikazati i narav portretirane osobe. Najglasovitiji renesansni portret, a možda i najpoznatija slika na svijetu općenito, Leonardova je Mona Lisa.
U baroknom slikarstvu se portret osamostaljuje kao važna slikarska tema, a neki slikari se opredjeljuju i specijaliziraju za pojedine vrste portreta. Tako je Talijan Caravaggio unio krajnji realizam u slikarstvo, te njegove likove na slikama ocrtava neobično svjetlo i tama intimne sjene u koju su uronjene, dok je Nizozemac Frans Hals hvatao ljudske emocije lepršavim potezima kista.
Za engleske rokoko slikare portretiranje je bilo jedini stalni izvor prihoda. Thomas Gainsborough započeo je slikajući krajolike, a završio kao omiljeni portretist visokog engleskog društva. Njegovi rani portreti kao što je Robert Andreus i njegova žena (1750.) posjeduju lirsku privlačnost, dok krajolik posjeduje gostoljubljivu osunčanost iz koje će se razviti osjećaj za prirodu, koji će postati osnova engleskom pejzažnom slikarstvu 19. stoljeća.
U neoklasicističkom slikarstvu klasičnim antičkim korijenima je najbliži bio Francuz Jacques Louis David (1748. – 1825.) čiji su likovi su čvrsti i nepomični kao kipovi, ali s realizamom detalja koji nisu postojali u renesansi. Njegov Mrtvi Marat, platno posvećeno heroju mučeniku, predstavlja povijesnu činjenicu na vjerski način i priziva Caravaggiovsku tradiciju religijskog slikarstva. 

## Galerija
- Poprsje kraljice Nefertiti iz razdoblja Amarne, 1349.-1336. pr. Kr., Muzejski otok u Berlinu
- Jan van Eyck, Portret Arnolfinijevih, 1434., uljene boje na dasci, 82,2 x 60 cm, Državna galerija, London
- Piero della Francesca, Portreti Battiste Sforza i Federica da Montefeltra iz 1475. god., tempera na dasci, svaka 47 x 33 cm, Galerija Uffizi, Firenca
- Johannes Vermeer, Djevojka s bisernom naušnicom, znana i kao "Mona Lisa sjevera", 1665., Mauritshuis, Den Haag
- Jacques Louis David, Mrtvi Marat, 1793., ulje na platnu, 162 x 128 cm, Kraljevski muzej u Bruxellesu
- Vjekoslav Karas, Rimljanka s lutnjom
- Caravaggio: Pavao V., Galerija Borghese, Rim, (1605.)
- Sharaku: Glumac Ichikawa Ebozo u ulozi Takemute Sadanoshina, 1794.
- Ilja Jefimovič Rjepin: Modest Petrovič Musorgski

## Vanjske poveznice
- National Portrait Gallery of the Smithsonian Institution (engl.)
- National Portrait Gallery London (engl.)
- Painting The Century 101 Portrait Masterpieces (engl.)
- Jeanne Ivy's Self-Portrait Page  Arhivirana inačica izvorne stranice od 10. ožujka 2002. (Wayback Machine) - Što umjetnici pronalaze u zrcalu. (engl.)
- Portrait Detectives - Zabavna analiza potreta. (engl.)
- Reportret - Rekonstrukcija portreta osoba iz povijesti. (engl.)